# Abu Ishaq es-Saheli

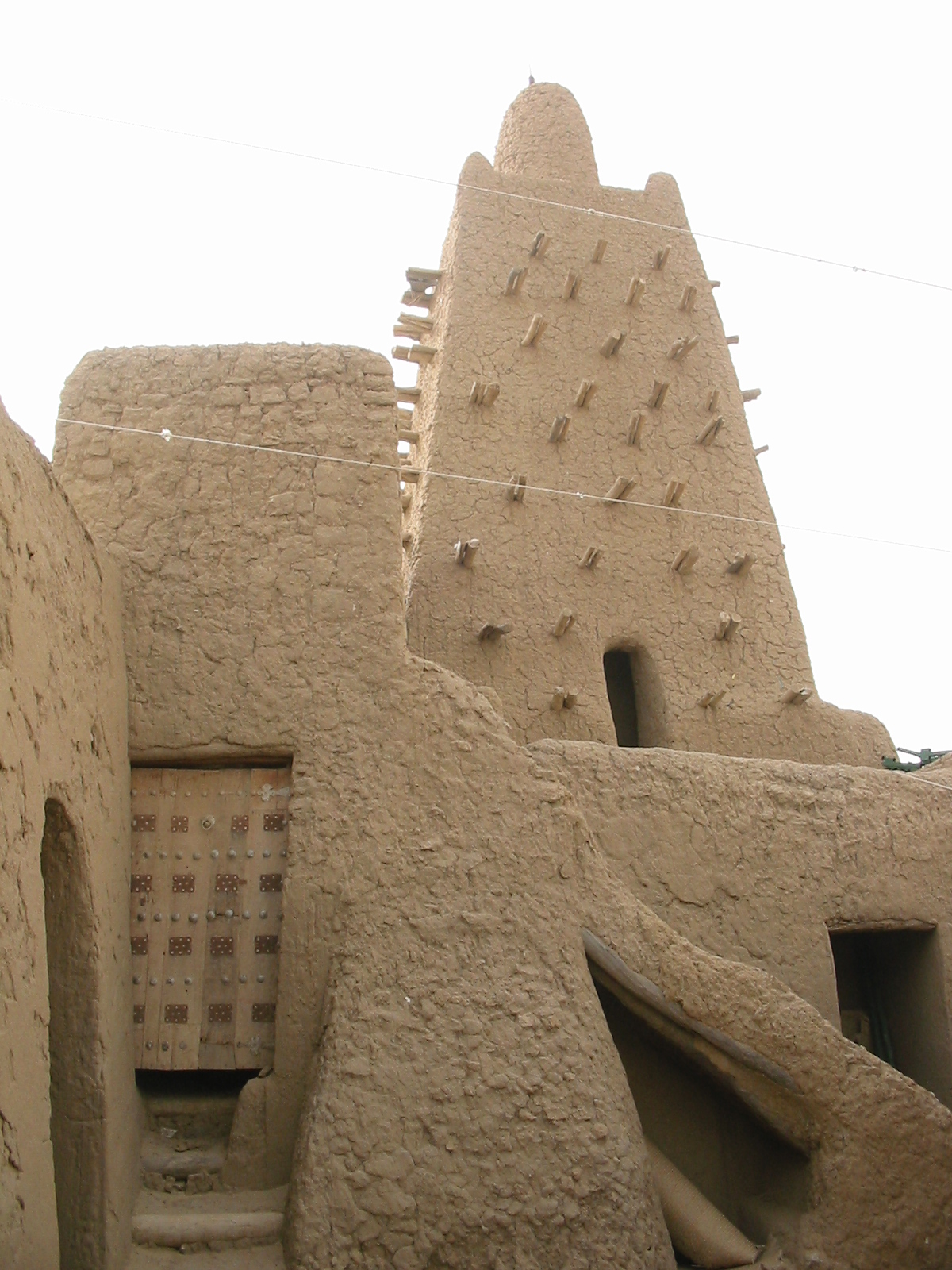
De Djinguereber-moskee in Timboektoe, ontwerp van Abu Ishaq es-Saheli

Abu Ishaq es-Saheli (Granada, 1290 - Timboektoe, 1346) was een Andalusische architect en dichter.
In 1322 werd Abu Ishaq es-Saheli vanwege zijn losbandige levensstijl uit het islamatische Koninkrijk Granada verdreven. Vervolgens vertrok hij vanuit de haven van Almuñécar op een zwerftocht die hem in onder meer Damascus, Bagdad, Jemen en Mekka bracht. Hij vestigde zich uiteindelijk in Caïro, waar hij een passie voor Egyptische architectuur ontwikkelde. In 1324, tijdens zijn bedevaart naar Mekka, ontmoette Abu Ishaq es-Saheli de Mandé-keizer Mansa Moussa, de koning van Mali. Deze haalde hem over om hem te vergezellen op zijn terugreis.
Zo werd hij door Mansa Moussa in 1324 naar Mali gehaald. In Mali introduceerde Abu Ishaq es-Saheli nieuwe ideeën en technieken in de bouwkunst die tot op de dag van vandaag in stand worden gehouden. Een voorbeeld daarvan is het optrekken van gebouwen uit lemen stenen en het met leem bepleisteren van die gebouwen. Met deze techniek bouwde hij in opdracht van Mansa Moussa onder meer de grote Djinguereber-moskee in Timboektoe (UNESCO werelderfgoed sinds 1988) en de Kankou Moussa-moskee in Gao. Deze laatste moskee ging volledig verloren. Enkel de fundamenten zijn nog te bezoeken.
In 1337 werd hij diplomatiek vertegenwoordiger van Mansa Moussa in Fez.